# Entre-Sambre-et-Meuse (race ovine)
Pour les articles homonymes, voir Sambre-et-Meuse (homonymie).
L'Entre-Sambre-et-Meuse ou simplement Sambre-et-Meuse est une race de mouton domestique originaire de Belgique. Élevée pour sa viande, la race est en voie d'extinction.

## Origine
L'Entre-Sambre-et-Meuse est une race wallonne ancienne. Elle est issue d'un Ardennais indigène qui a été croisé avec un Mérinos au début du 19e siècle puis par de l'apport de sang de races anglaises,,.

## Description
C'est un mouton recouvert d'une toison de laine blanche. La tête est blanche tachetée de noir ou de gris. Le bélier pèse en moyenne 85 kg pour une taille de 75 cm au garrot. La brebis atteint une taille moyenne de 70 cm et donne naissance à deux agneaux en général.

## Élevage et sauvegarde
Élevée à l'origine pour sa viande, la race est peu à peu délaissée. Son faible nombre pousse la FAO à classer la race au statut « critique » en 2007.
Des actions pour la sauvegarder ont été mises en place depuis. Des mesures agri-environnementales et des primes d'élevage ont été instaurées pour encourager les éleveurs,.
Elle est également utilisée dans le cadre de l'entretien de milieux ouverts dans des réserves naturelles.
Une étude génétique de 2008 a mis en évidence l'existence de deux sous-populations : une wallonne et une flamande.